# Caminho de ferro do Jungfrau
O caminho de ferro do Jungfrau  (em alemão:  Jungfraubahn) é uma linha de caminho de ferro na Suíça, que liga a gare Kleine Scheidegg ao Jungfraujoch, um colo entre as montanhas Mönch e Jungfrau, e atravessa um túnel no Mönch e outro no Eiger.
Situada a 3450 m de altitude ,a estação de Jungfraujoch é a mais alta da Europa. A linha tem um comprimento de 9,3 km numa via métrica a cremalheira, com um declive médio de 25% e capaz de transportar 4000 passageiros/dia.
A 21 de fevereiro de 2012 a Jungfraubahn festejou o seu centenário.

## Características
- Via métrica a cremalheira
- Tração elétrica  1125 V / 50 Hz
- Declive máximo  : 25 %
- Velocidade máxima :
  - 24 km/h locomotivas elétricas
  - 19 km/h locomotivas a vapor
- Passageiros : 4000/dia

## Imagens

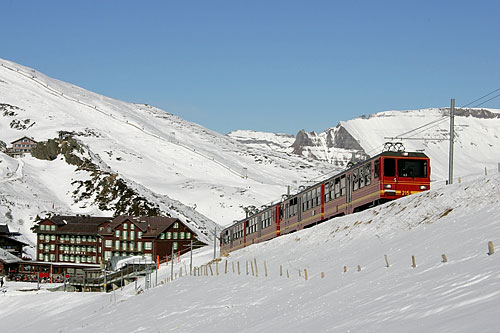
Em pleno inverno

- Vista de 360º